# Julia Miscella
La lex Julia Miscella va ser una antiga llei romana, de la que no se'n sap ni la data de promulgació ni qui la va proposar. Podria ser només una part de la llei Julia et Papia Poppaea.
Justinià I diu que l'autor d'aquesta llei va ser Juli Miscel·le (Julius Miscellus) del que hauria agafat el nom. Establia que quan una persona llegava una cosa al conjugue amb prohibició de tornar-se a casar, podia percebre el llegat sota jurament d'obeir la condició, o si passava un any, ho podia rebre establint la Cautio muciana (per la qual se suposaven donats pel marit els béns adquirits per la muller durant el matrimoni, proposada per Quint Muci Escèvola). El mateix Justinià I va derogar la llei Julia Miscella.